# Janet Echelman
Janet Echelman (Tampa, 1966) es una artista de la fibra y escultora estadounidense. Sus esculturas se han expuesto como arte público, a menudo como instalaciones para un lugar concreto.
Entre sus obras destacan: 1.26, expuesta en los cinco continentes; Her Secret is Patience, en el centro de Phoenix; Water Sky Garden, inaugurada para los Juegos Olímpicos de Vancouver; She changes, a orillas del Duero, en Oporto; Every Beating Second, en el Aeropuerto Internacional de San Francisco.
Recibió una beca Guggenheim y en 2012 fue nombrada Innovadora de Architectural Digest por "cambiar la esencia misma de los espacios urbanos". La obra de Echelman ha sido reseñada en The New York Times, Newsweek, Time. Es miembro de la Junta de Supervisores de la Universidad de Harvard.

## Trayectoria
Echelman nació en Tampa, Florida en 1966, de padre endocrinólogo y madre diseñadora de joyas. Se graduó de la Universidad de Harvard en 1987. Viajó a Hong Kong con una beca de Rotary International para estudiar pintura y caligrafía china. Más tarde regresó como artista en residencia a la Universidad de Harvard, donde le facilitaron una vieja cancha de squash para que la usara como estudio.
En 1997, ganó una cátedra Fulbright Sénior y viajó a la India con la intención de promover exposiciones de pintura. Su equipo y herramientas artísticos se perdieron en el tránsito a Mahabalipuram, por lo que comenzó a trabajar con fundidores de bronce locales, pero el material era pesado y demasiado caro para su presupuesto. Mientras observaba a los pescadores atar sus redes, le llegó la inspiración para adoptar un nuevo enfoque de la escultura: crear formas volumétricas sin materiales sólidos ni pesados. En colaboración con los pescadores, Echelman confeccionó una serie de esculturas hechas con red, su serie "Bellbottoms".
Echelman desarrolló esculturas aéreas de 82 metros, estructuras tejidas a máquina de politetrafluoroetileno y polietileno de ultra alto peso molecular y suspendidas de rascacielos. Las superficies livianas de estas esculturas se mueven y ondulan con las corrientes de aire, un efecto que se ve realzado con luz proyectada y ventiladores; a menudo se instalan para que el público pueda interactuar con la escultura, lo cual refuerza la idea de interconexión a la que aspira Echelman.

## Obras principales

### Exposiciones en museos

#### 1.8 Renwick

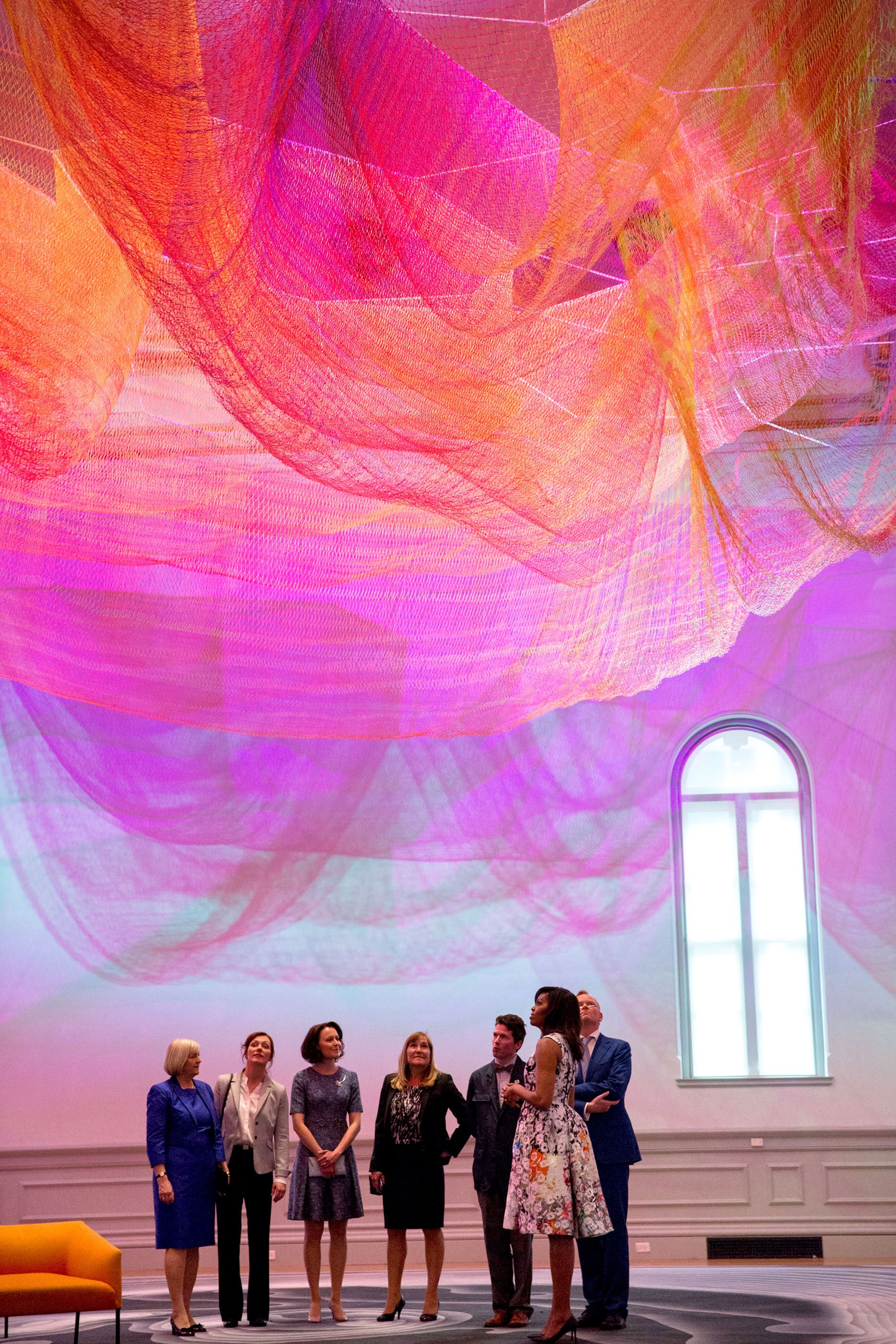
Michelle Obama debajo de 1.8 Renwick, 2016

1.8 Renwick es una escultura encargada por el Museo Smithsoniano de Arte Americano para la reapertura de la Galería Renwick en Washington D. C. tras una renovación de dos años. La reforma tenía como objetivo transformar el edificio en un espacio de arte interactivo y crear una experiencia inmersiva para los visitantes. 1.8 Renwick se expuso en el Gran Salón de la Galería Renwick desde noviembre de 2015 hasta junio de 2017. La gran escultura de red formó parte de la exposición Wonder del museo desde el 13 de noviembre de 2015 hasta el 10 de julio de 2016, pero luego fue adquirida por la Galería Renwick para su colección permanente y estuvo a la vista en el Gran Salón hasta el 21 de mayo de 2017. La pieza era una extensión de la serie 1.8 de Echelman, pero diseñada a medida para adaptarse al espacio del Gran Salón. Además de la obra de 30 metros de largo suspendida sobre el Gran Salón, Echelman diseñó una alfombra de 372 metros cuadrados con un patrón que coincidía con la topografía de la escultura superior. 1.8 Renwick convirtió el Gran Salón en una gran obra de arte inmersiva. En el suelo, el mobiliario estaba dispuesto para invitar a los espectadores a tumbarse y perderse en las capas de hilo de arriba.

### Instalaciones públicas permanentes

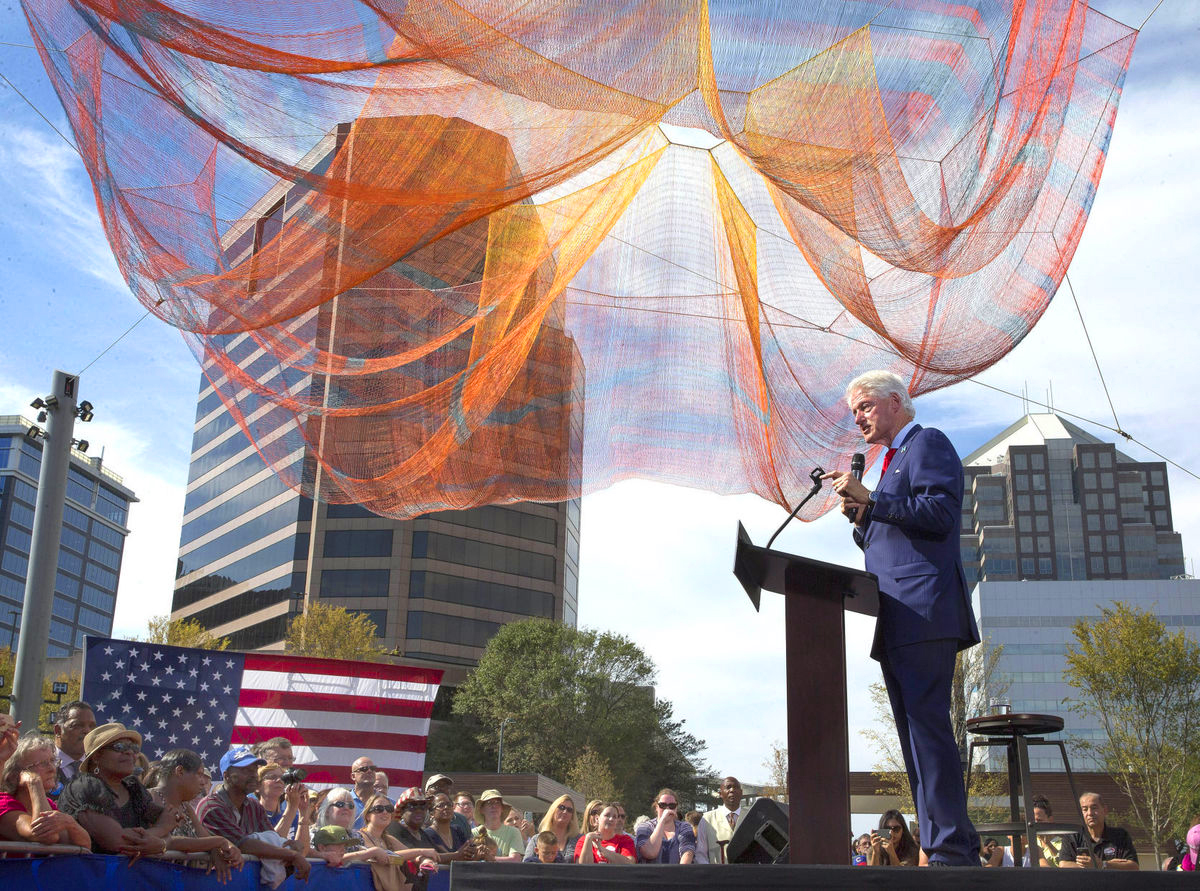
Bill Clinton frente a Where We Met, 2016

#### Where We Met
Instalada en 2016, esta monumental escultura de red aérea mide 61 m × 40 m y está suspendida sobre la Gran Pradera del Parque LeBauer, en el centro de Greensboro, Carolina del Norte. Se considera la instalación de arte al aire libre más grande del sureste estadounidense. El diseño está inspirado en la industria textil de la ciudad y en las seis líneas de ferrocarril que allí se cruzan, uniendo a las personas.

#### Impatient Optimist

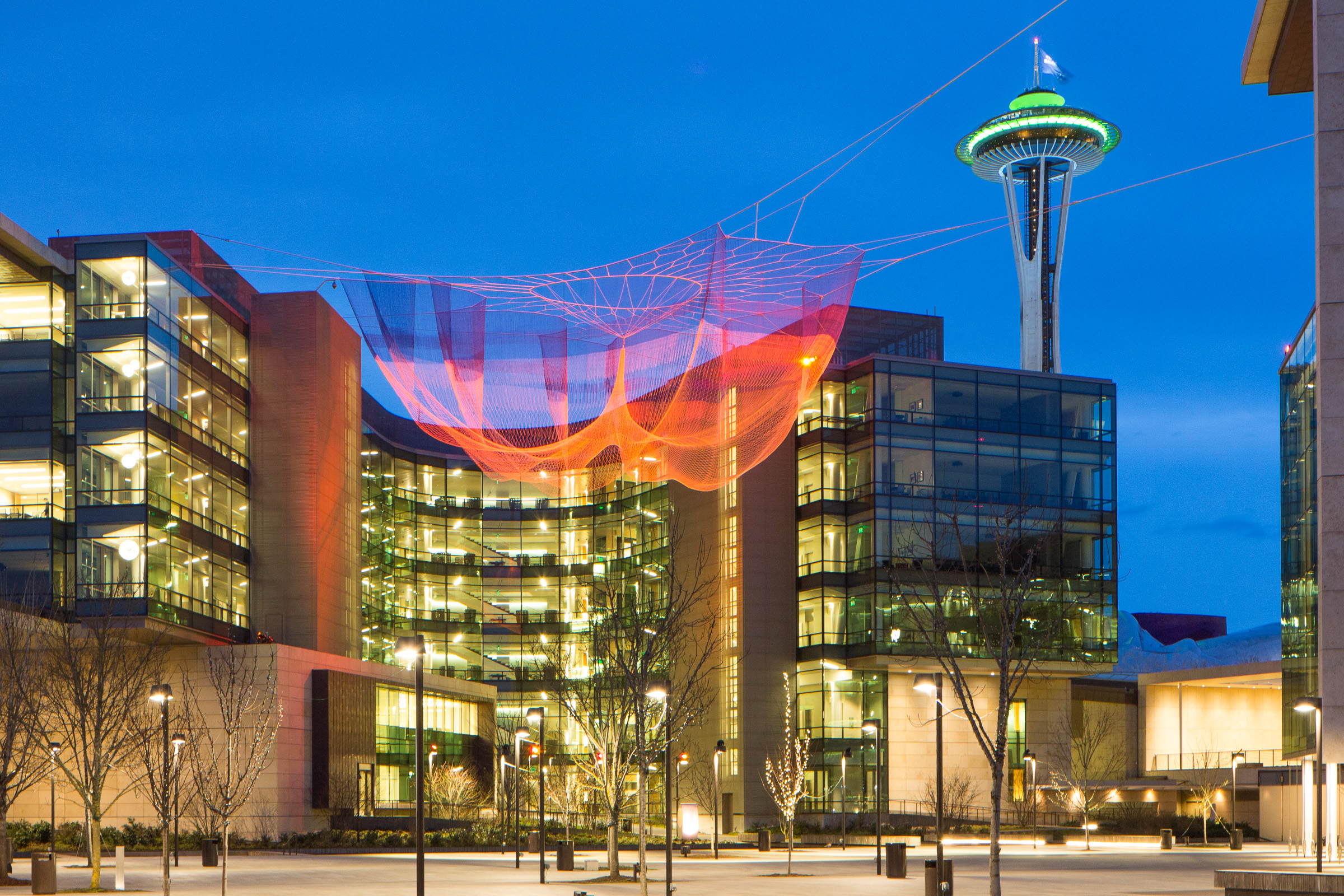
Impacient Optimist, en Seattle, 2015

Instalada en 2015, Impatient Optimist fue un encargo de la Fundación Bill y Melinda Gates para su campus en el centro de Seattle, inaugurado en 2011. La pieza en red está diseñada para representar la importancia de las personas y conectar los campus regionales de la fundación en todo el mundo. La estructura de la pieza está inspirada en la representación visual de lo que Echelman y su equipo denominaron "la forma de un día". Tras tomar fotografías del cielo de Seattle cada cinco minutos durante un período completo de 24 horas, el estudio analizó los datos de color de la secuencia de imágenes y los representó gráficamente de manera radial. Esa es la forma de un día de Seattle. Utilizando secuencias de iluminación preprogramadas, por la noche, la escultura se hace eco, en tiempo real, del amanecer en cada una de las oficinas globales de la fundación.

#### Every Beating Second

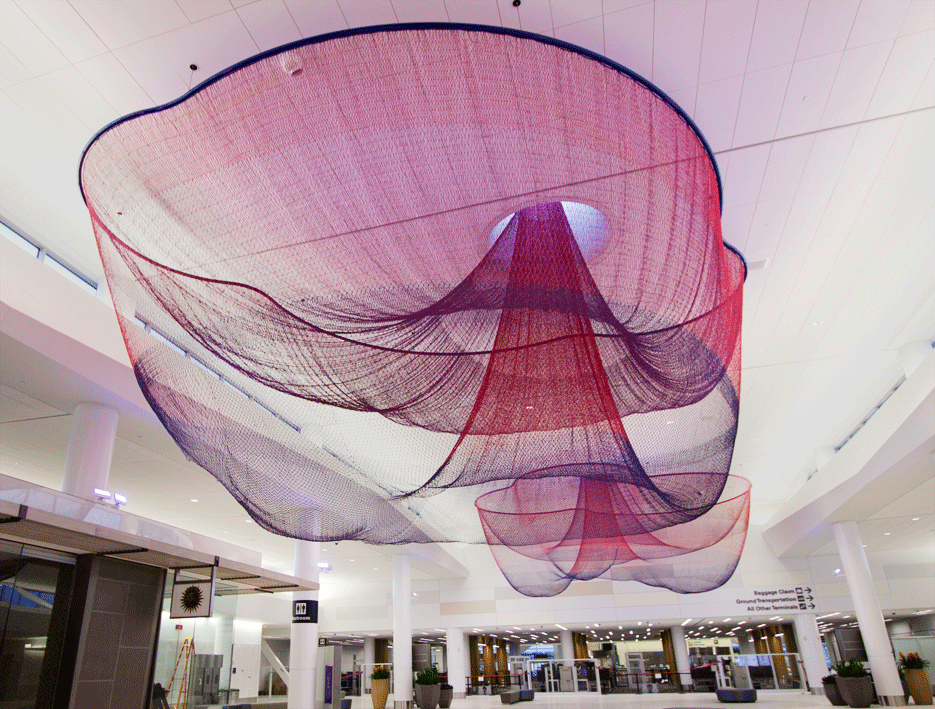
Every Beating Second, en el Aeropuerto de San Francisco

Dentro de la renovada Terminal 2 del Aeropuerto Internacional de San Francisco, esta instalación escultórica de 12 metros de redes de colores cuelga debajo de tres tragaluces redondos. Durante el día, la sombra de la escultura interactúa con un contorno matizado que se corresponde con la sombra que habría durante el solsticio de verano. Por la noche, la escultura se ilumina con luces de colores programadas. A lo largo del día son numerosos los visitantes que se arremolinan bajo la escultura para admirarla.
El título de la escultura es de un verso del poeta beat Allen Ginsberg en su poema Dawn. Visualmente, la escultura evoca los contornos y colores de las formaciones de nubes sobre la Bahía de San Francisco y alude a la silueta del Puente Golden Gate. Estéticamente, la escultura mira hacia atrás y hacia adelante, tomando su color del apogeo de la música psicodélica, del festival Verano del Amor y de la prominencia de San Francisco en el movimiento de la poesía beat, al tiempo que hace referencia al área de la bahía contemporánea como un centro de innovación e interconectividad para el mundo de la tecnología.

#### Water Sky Garden

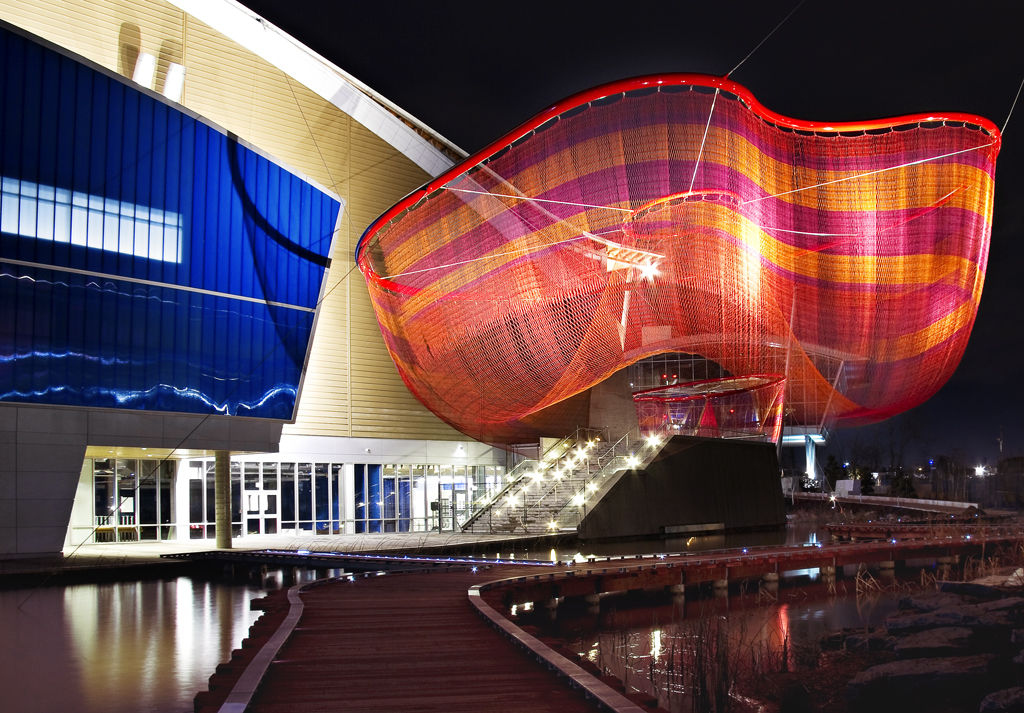
Water Sky Garden en Vancouver, 2010

El Water Sky Garden, expuesto desde principios de 2009, es un entorno artístico y de contemplación en la plaza que rodea el Óvalo Olímpico de Richmond, un legado de los Juegos Olímpicos de Invierno de Vancouver 2010. La costanera del río Fraser, con sus cedros rojizos, guía a los visitantes a través de la obra de arte. Unos aireadores que purifican el agua dibujan formas con burbujas en la superficie de un estanque que recoge el agua de escorrentía proveniente del tejado -de 2 hectáreas- del Óvalo, mientras que las esculturas de red suspendidas ondean en el aire, convirtiéndose en linternas del cielo con iluminación nocturna.

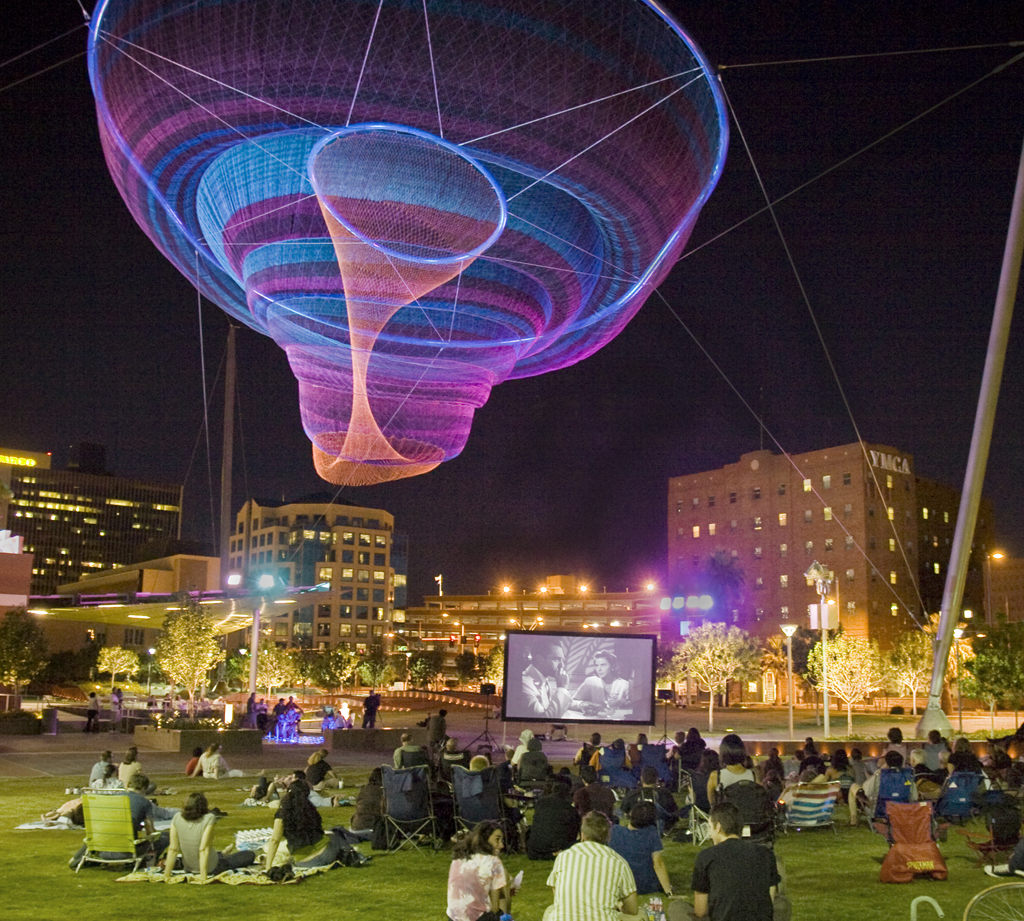
Her Secret is Patience, en Phoenix, 2009

Terminada en 2009, esta escultura de red aérea de 44 metros de altura está suspendida sobre el Civil Space Park, en Phoenix, Arizona. Los colores de la iluminación nocturna cambian gradualmente a lo largo de las estaciones, desde azules en verano hasta rojos en invierno. El título es una cita del poeta Ralph Waldo Emerson: "Adopta el ritmo de la naturaleza; su secreto es la paciencia".

#### She Changes

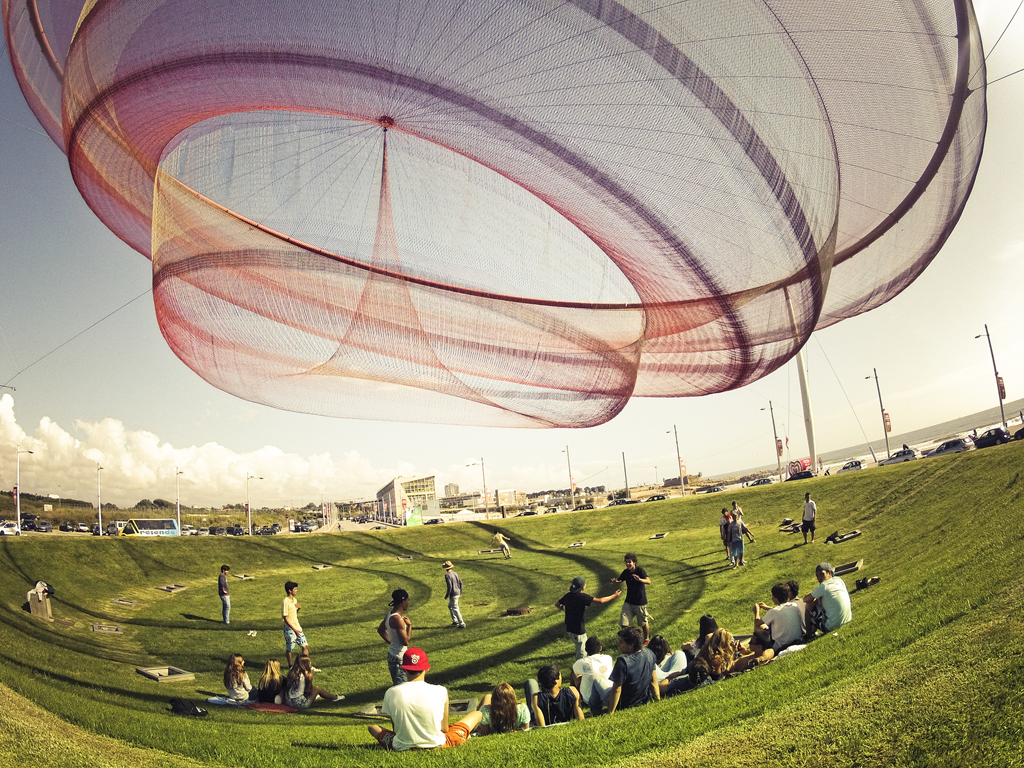
She Changes, en Oporto, Portugal

Instalada en la Praça da Cidade do Salvador de Oporto en 2005, esta obra está compuesta por una escultura de red aérea que cuelga de un anillo de acero de 45 metros, soportado por tres postes también de acero. La ciudad ha hecho de la escultura su símbolo gráfico y los habitantes dan diferentes interpretaciones a la obra, desde redes de pesca, barcos y mástiles de la historia marítima, hasta chimeneas del pasado industrial, encajes portugueses, criaturas marinas y ondas en el agua.

### Instalaciones públicas temporales

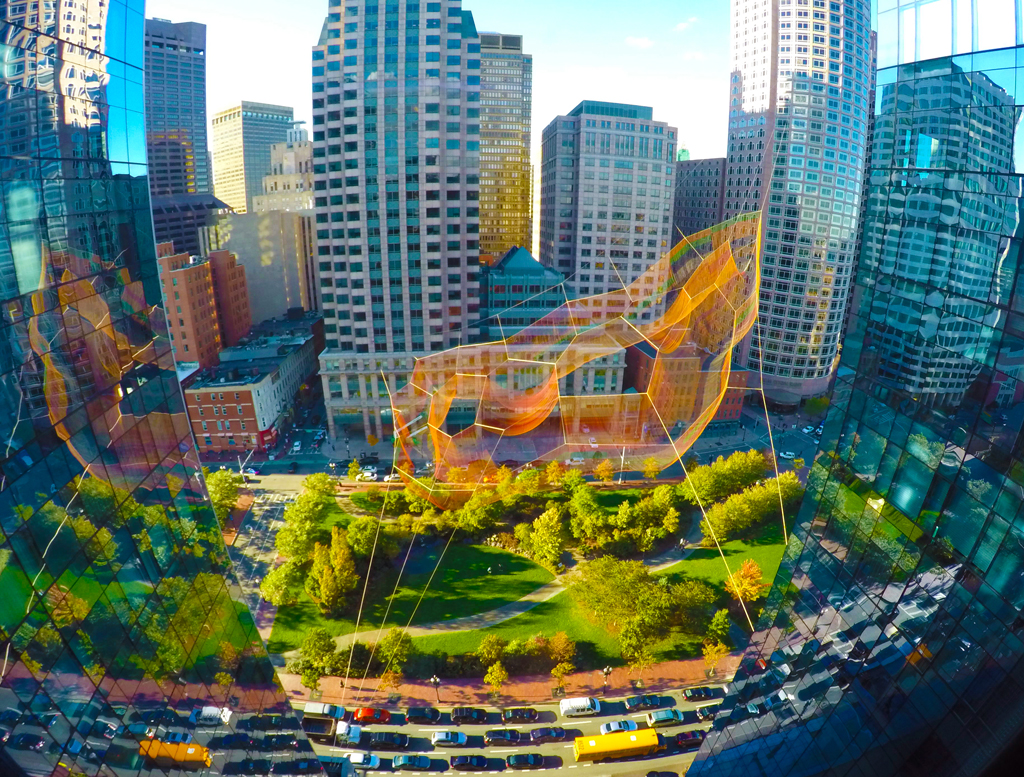
As If It Were Already Here, en Boston, 2015

Encargado por el Programa de Arte Público de Greenway Conservancy, As If It Were Already Here se colgó sobre el parque lineal Rose Fitzgerald Kennedy Greenway en Boston de mayo a octubre de 2015. La escultura de red tenía 75 metros de largo y estaba atada a los rascacielos circundantes. El diseño de la pieza representaba la historia del espacio en el que estaba suspendida. Tres vacíos en la escultura recordaban la historia de la Trimountaine, (península en la que se empezaron a instalar los puritanos a su llegada a Boston y que hoy se ha convertido en el corazón de la ciudad), que alguna vez existió en ese lugar, pero que fue allanada en el siglo XVIII para disponer de un terreno más plano cerca del puerto. Seis franjas de colores a lo largo de la pieza representaban los seis carriles de la autopista que, antes de ser soterrada en lo que se conoció como "Big-Dig", ocupaban el espacio del actual parque lineal.

#### Skies Painted with Unnumbered Sparks

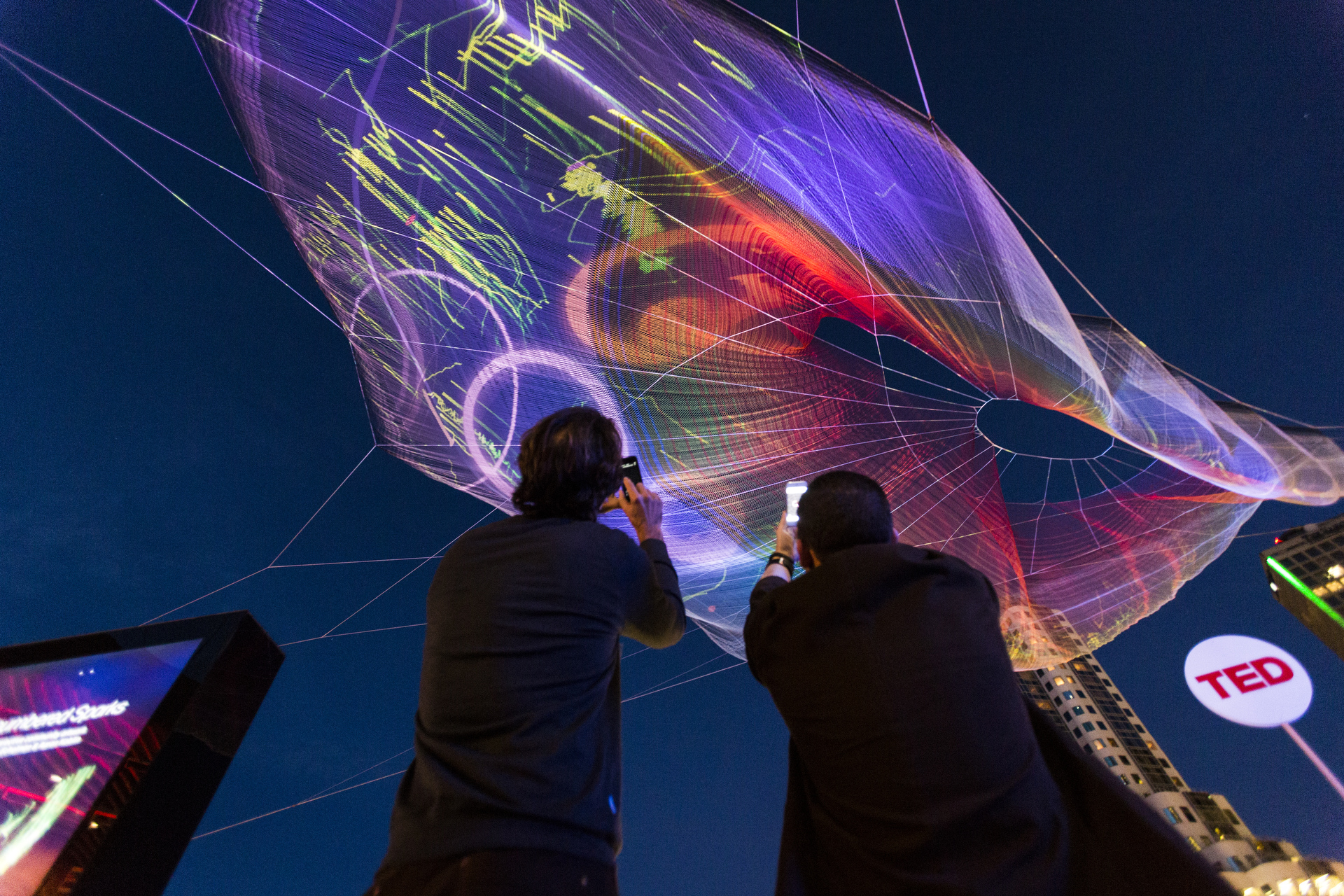
Skies Painted with Unnumbered Sparks, 2014

Fue una escultura aérea creada para el 30.º aniversario de las conferencias TED (Tecnología, Entretenimiento, Diseño), en marzo de 2014. Estuvo suspendida entre el Centro de Convenciones de Vancouver y un edificio de 30 plantas. Para esta pieza, Echelman colaboró con el director creativo del equipo de Data Arts del Google Creative Lab, Aaron Koblin. La instalación desplegaba sus 227 metros de envergadura, con una red de 91 metros de largo, a través del cielo de Vancouver. Los espectadores pudieron conectarse al programa de iluminación e interactuar con la monumental escultura en red mediante sus teléfonos inteligentes.

#### The Space Between Us
Echelman recibió el encargo de construir una de sus famosas esculturas de redes aéreas para un festival de luz especial de una sola noche, GLOW, en Santa Mónica, la noche del 28 de septiembre de 2013. Para disfrutar plenamente de la escultura, se acondicionó la playa y se creó un programa de audio a fin de sumergir completamente a los visitantes en la pieza. Los espectadores pudieron experimentar un mundo diferente al entrar en el ambiente que Echelman y su escultura habían creado. Más de 150.000 asistentes experimentaron la escultura durante la única noche del festival. El New York Times alabó el trabajo de Echelman por "dar a la artesanía un maravilloso toque conceptual".
La experiencia de crear esta escultura marcó un punto de inflexión para Echelman. "La playa es la zona de tensión entre la sociedad humana y la naturaleza incontrolada", afirmó. "Me interesa esculpir la tierra y el cielo, y situarnos en el medio. Es la colisión de pesadez y ligereza, entre nuestros cuerpos sujetos a la gravedad que caminan sobre la arena, y la parte de nosotros que busca flotar en el aire o en el agua".

#### 1,26

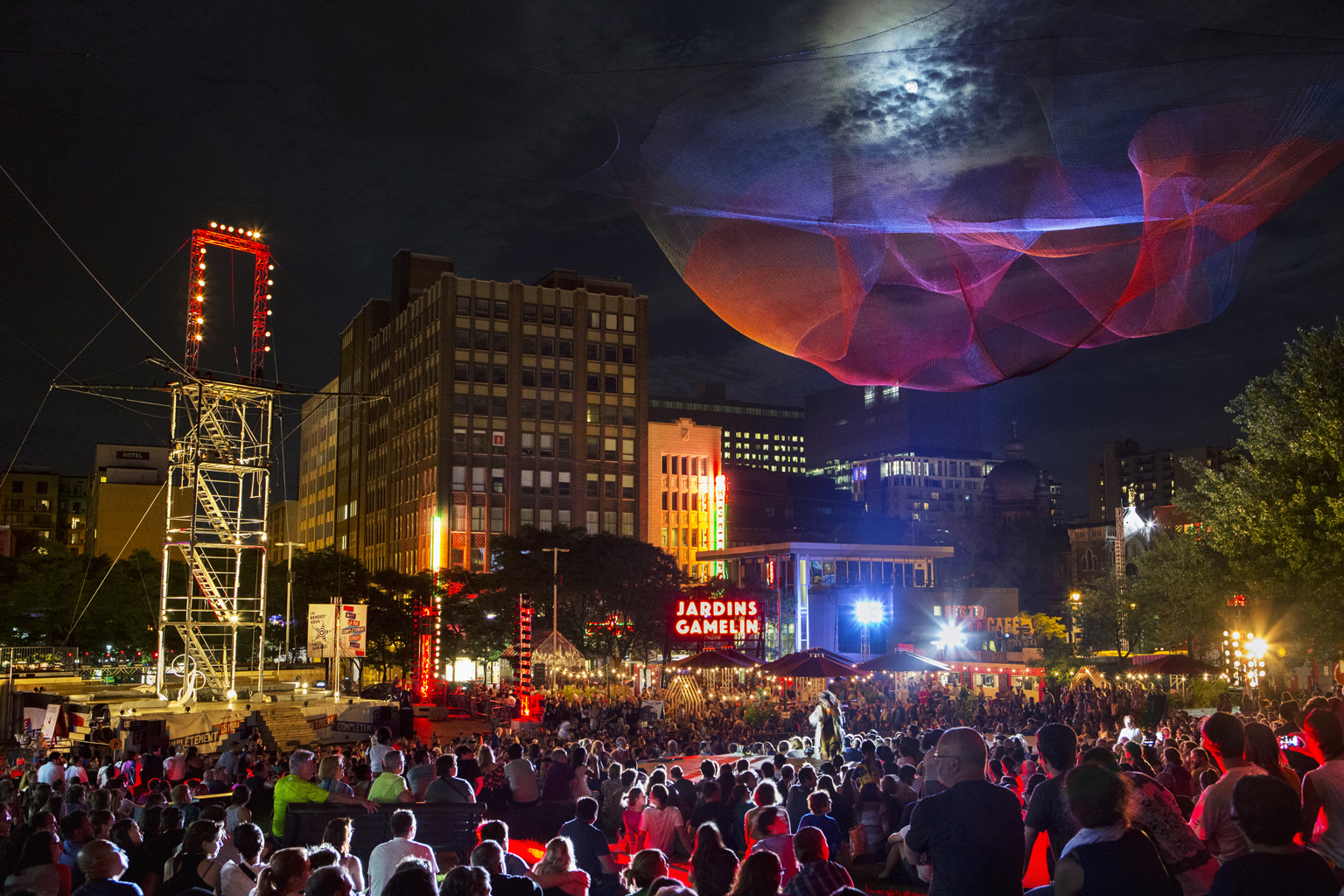
1.26 en Montreal, 2016

1.26 es una escultura aérea de 70 metros creada originalmente para la celebración de la Bienal de las Américas de Denver en julio de 2010. La ciudad solicitó un trabajo grande, pero temporal, que explorase el tema de la interconexión de las 35 naciones del hemisferio occidental. Su forma se inspiró en conjuntos de datos de la altura de las olas del tsunami a través del Océano Pacífico.
Al no poder utilizar una armadura de acero, como en sus anteriores encargos permanentes, desarrolló una estructura de soporte de polietileno de ultra alto peso molecular, gracias a la cual consiguió un diseño ligero y de bajo impacto que podría unirse temporalmente a estructuras arquitectónicas existentes, y que permitió que la escultura respondiera mejor al viento. La forma fluida de la escultura contrasta con las rígidas superficies arquitectónicas. Por la noche, la oscuridad oculta los cables de soporte mientras que la iluminación de colores crea la apariencia de una forma luminosa flotante.
Se instaló por primera vez suspendida del tejado del Denver Art Museum, de siete pisos. Desde entonces ha viajado para ser expuesta en los cinco continentes: Sídney's Art & About Festival (2011); el Light Festival de Ámsterdam (2012-2013); Singapur (2014); Montreal (2015); el Signal Festival en Praga (octubre de 2015); el Lumiere Festival en Durham, Inglaterra (noviembre de 2015) y Santiago de Chile (2016).

#### 1.8

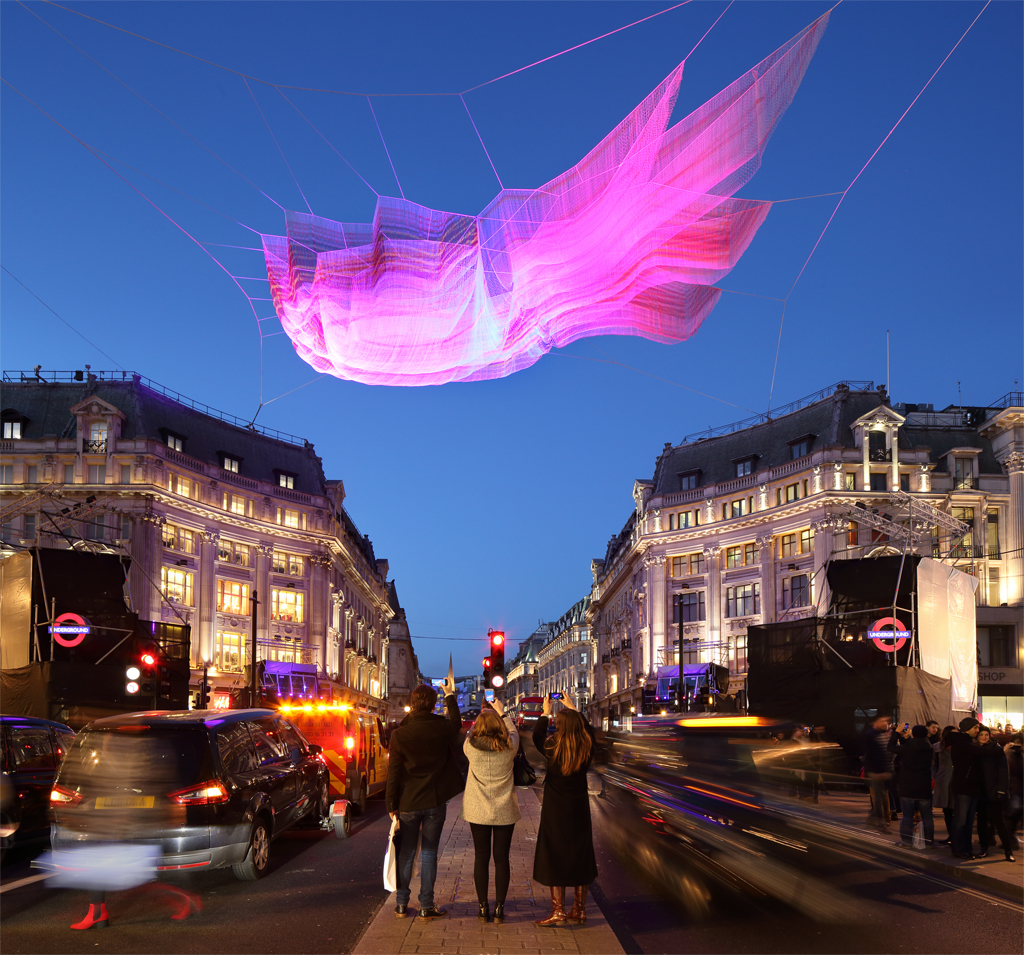
1.8, sobre Oxford Circus, 2016

1.8 es una gran escultura de red aérea que se ondula con el viento y los cambios meteorológicos. Se puede transportar para exposiciones e instalarla atada a la arquitectura existente. Por la noche, la luz de color se proyecta sobre la escultura y el público que la ve puede modificarla a través de la aplicación para teléfonos móviles, creando ondas de color interactivas.
El título de la escultura se refiere al período en microsegundos en el que el día se acortó como resultado del terremoto y tsunami de Tōhoku de 2011, y su forma se inspiró en conjuntos de datos de la altura de las olas del tsunami en el Océano Pacífico. La obra de arte intenta relacionar las complejas interdependencias del público con ciclos grandes de tiempo y el mundo físico. Su estructura es una manifestación física de interconexión, ya que cada elemento afecta a los demás.
1.8 se inauguró en el festival Lumiere de enero de 2016 en Londres, donde se instaló a 55 metros sobre la concurrida zona peatonal de Oxford Circus. Su primera exposición en los Estados Unidos fue en el Embarcadero Marina Park South de San Diego, para la Conferencia de Creatividad Adobe MAX de 2016.

#### 1.78

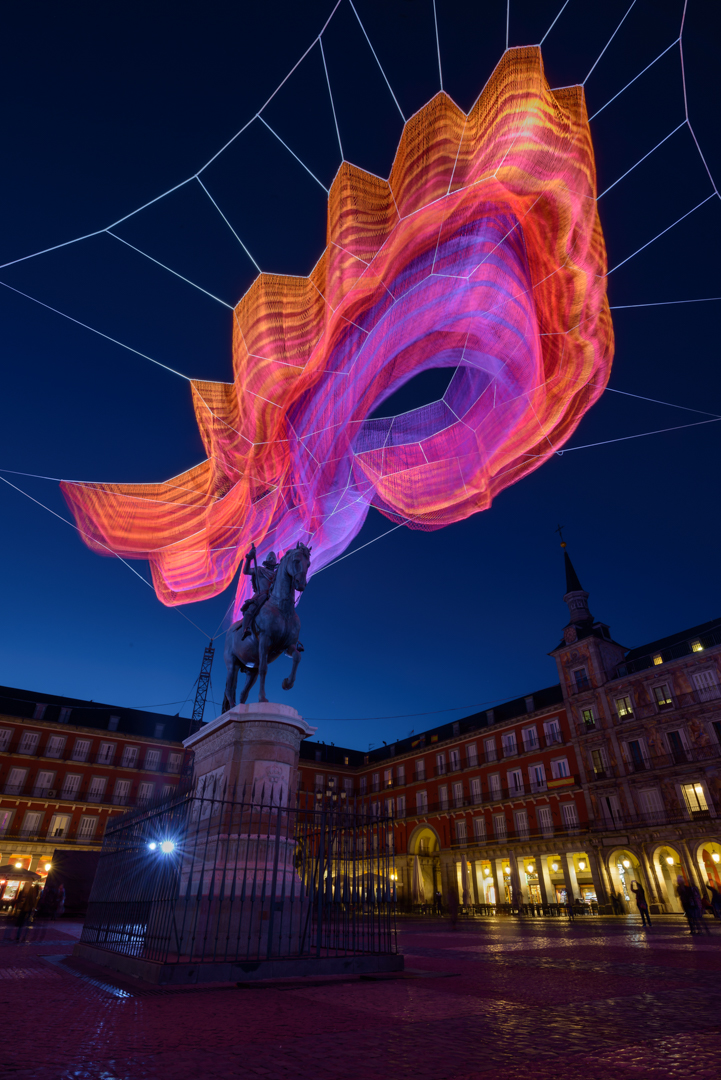
1.78, Plaza Mayor de Madrid, 2018

Para conmemorar el cuarto centenario de la Plaza Mayor de Madrid, Echelman expuso esta obra del 12 al 19 de febrero de 2018. Tras estrenarla en la capital española, viajó después a Dubái (2018) y a Beverly Hills (2019). Se trató de una malla de alta ingeniería, de 44 metros de largo por 35 de ancho y 21 de alto, suspendida sobre la estatua ecuestre de Felipe III. Con ella, y gracias a los volúmenes que crean las fibras movidas por el viento, la artista buscó representar la suavidad a gran escala, así como interactuar con el cielo y sus colores, de modo que mirando hacia arriba los espectadores se sintieran parte del Universo.
Madrid fue la ciudad donde Echelman desplegó su primera escultura integrada con la arquitectura, Target Swooping Down…Bullseye! (2001), dentro de la programación de la feria de arte contemporáneo Arco.

## Vida personal
Echelman está casada con David Feldman y tienen dos hijos.

## Premios
- Premio Public Art Network's Year in Review[41] (2005,[42] 2010,[43] 2015,[44] 2017)
- Doctorado honoris causa en Bellas Artes de la Universidad Tufts (2016)[45]
- Beca de Investigación para Artistas de Estados Unidos (2016)[46]
- Premio American Ingenuity de la revista Smithsonian, Artes visuales (2014)[47]
- Innovador de la revista Architectural Digest (2012)[48]
- Beca de investigación en Bellas Artes de la John Simon Guggenheim Memorial Foundation (2011-2012)[49]
- Beca de investigación Loeb de la Universidad de Harvard (2007-08, 2012-13)[50]
- Cátedra Fulbright Sénior en Artes Visuales (1997, ampliada 1997-1998)[51]